# Qyoto
Qyoto是跨平台的應用程式框架Qt的.NET語言綁定。能夠使用在C#、Visual Basic或其他.NET語言，同時也是Kimono（KDE API的.NET綁定）的基礎。
Qyoto可以執行在X Window System（包含Linux操作系統和其他Unix），以及Windows。Qyoto使用SMOKE提供語言綁定基礎。

## Qyoto的hello world
```
using
 
System
;

using
 
Qyoto
;

public
 
class
 
HelloWorld
 

{

    
public
 
static
 
int
 
Main
(
String
[]
 
args
){

        
QApplication
 
app
 
=
 
new
 
QApplication
(
args
);

        
QPushButton
 
hello
 
=
 
new
 
QPushButton
(
"Hello world!"
);

        
hello
.
Show
();

        
return
 
QApplication
.
Exec
();

    
}

}

```

## 外部連結
- (zh_TW)| KDE TechBase上的Qyoto資料（页面存档备份，存于）（繁體中文）
- (zh_CN)| KDE TechBase上的Qyoto資料（页面存档备份，存于）（简体中文）
- Qyoto IRC頻道
- Qyoto郵件列表（页面存档备份，存于）